# Conashaugh
Conashaugh ist eine erloschene Stadt (Geisterstadt) in Delaware Township, Pike County, Pennsylvania. Sie befindet sich in der Nähe von Dingmans Ferry am Delaware River. Die erste Besiedlung fand durch Deserteure des Sezessionskrieges statt. Der Name kommt von der Conasauga-Region an der Grenze von Tennessee und Georgia. Der Name leitet sich vom Cherokee-Wort „kanesaga“ ab, was „Gras“ bedeutet. Es gab ein Brunnen- oder Quellhaus, welches 1917 niederbrannte. Außerdem gab es eine Poststation.
Heute ist der ehemalige Ort Bestandteil des Delaware Water Gap National Recreation Area.